# Fernando Germani
Fernando Germani (* 5. April 1906 in Rom; † 10. Juni 1998 ebenda) war ein italienischer Organist, Komponist und Orgelpädagoge.

## Leben und Werk
Bereits als Kind zeigte sich Germanis musikalische Begabung. Mit vier Jahren spielte er öffentlich Klavier und Violine, und mit acht Jahren bekam er ersten Kompositionsunterricht von Ottorino Respighi, der ihn auch auf die Orgel aufmerksam machte. Zum Organisten des Augusteo-Sinfonieorchesters in Rom wurde er mit fünfzehn berufen.
Germani galt als hervorragender Interpret der Musik Johann Sebastian Bachs. Besondere Bedeutung hat auch die von Germani herausgegebene Orgelschule, in der die Grundsätze der modernen Technik des Pedalspiels festgehalten sind. Zu den Schülern Germanis zählen unter anderem Wolfgang Dallmann, Paul Damjakob, Hvalimira Bledšnajder, Egidius Doll, Rosalinde Haas, Erwin Horn, Ernst Leuze, Hans Musch, Helmuth Rilling und Ekkehard Schneck.
Fernando Germani starb am 10. Juni 1998 im Alter von 92 Jahren in seiner Geburtsstadt Rom.